# Vitale Giordano
Vitale Giordano da Bitonto, també anomenat Giordano Vitale o Vitali fou un matemàtic italià del segle xvii.

## Vida
Va iniciar la carrera eclesiàstica a la seva vila natal de Bitonto i el 1648 va rebre els odes menors. Però, caràcter inquiet, abandona la carrera eclesiàstica i es trasllada a Tàrent, on es casa molt jove. Les males relacions amb la família de la seva dona acaben amb l'assassinat del seu cunyat el 1652 i la seva fugida a Venècia on s'enrola a l'armada que el papa Innocenci X està armant contra els otomans on començarà a desenvolupar el seu interès per les matemàtiques.
El 1659 retorna a Roma com oficial de l'exèrcit pontifici i s'instal·la a l'aquarterament del Castell de Sant'Angelo, mentre aprofundeix els seus estudis matemàtics, llegint les obres de Viète, Ricci i Borelli. El 1661 abandona l'exèrcit per dedicar-se exclusivament a les matemàtiques. Una sèrie de lliçons donades a l'Acadèmia dei Simposiaci, faran que el seu nom es comenci a conèixer.
De 1663 a 1666 treballarà a la cort romana de la deposada reina Cristina de Suècia i a partir de 1667 donarà classes a la Accademia di Francia, recentment fundada per Lluís XIV a Roma. El 1672 fou nomenat enginyer a càrrec del Castell de Sant'Angelo, càrrec que, finalment, li donarà suficient estabilitat econòmica per a dedicar-se totalment a l'estudi de les matemàtiques.
El 1685, en restar vacant el lloc de professor de matemàtiques a La Sapienza fou nomenat per aquest càrrec que mantindria fins a la seva mort.
L'Istituto Tecnico Commerciale Arxivat 2016-03-03 a Wayback Machine. de la vila de Bitonto, porta el seu nom en honor seu.

## Obra

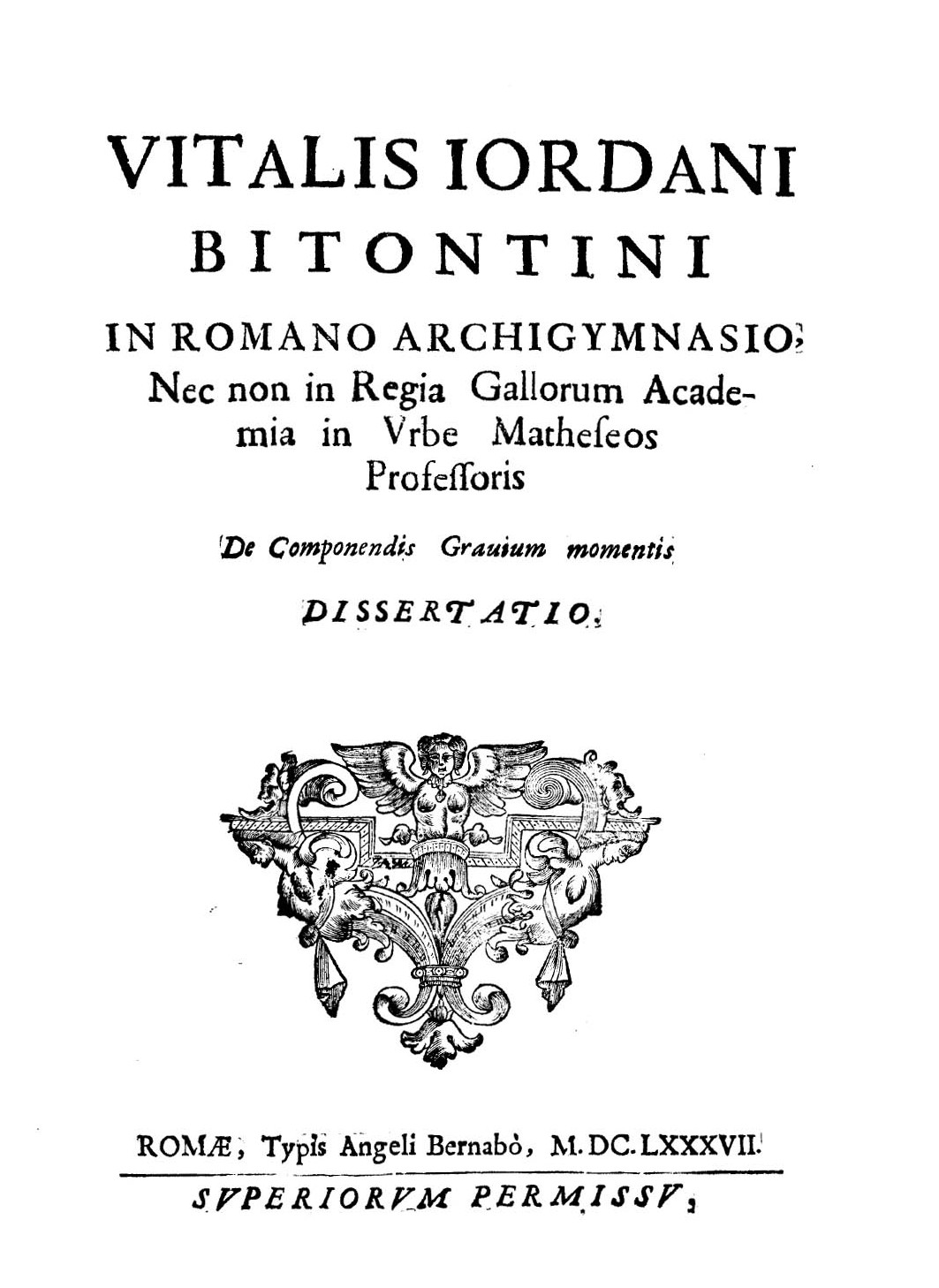
De componendis gravium momentis, 1687

La seva obra principal és Euclide Restituto, publicada a Roma el 1680, amb una segona edició ampliada el 1686. El llibre estava concebut com un curs de matemàtiques i la seva part més original, per la que és recordat, és l'intent de demostració del Cinquè Postulat d'Euclides, seguint la mateixa idea d'Omar Khayyam (segle xi), l'obra del qual probablement no coneixia. Aquesta idea del quadrilàter és la mateixa que, anys més tard exploraran Saccheri i Lambert.
Altres obres seves són:
- De componendis gravium momentis, (Roma, (1685)
- Fundamentum doctrinae motus gravium, (Roma, 1686)
- Ad Hyacinthum Christiphorum epistola, (Roma, 1705)
- Galiaei Lemma circa gravium momenta, (Roma, ????)

També va mantenir correspondència amb Leibniz.